# Guillaume Meiffren-Laugier de Chartrouse

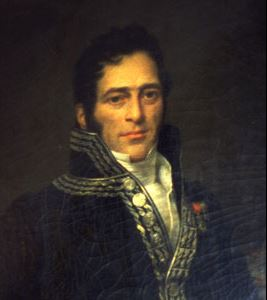
Meiffren-Laugier, baron van Chartrouse

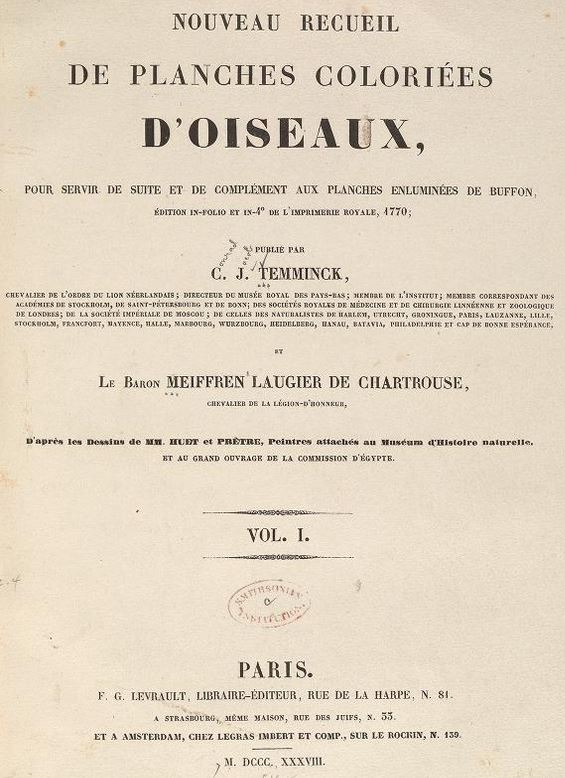
Publicatie over vogelsoorten, tezamen met Temminck

Guillaume-Michel-Jérôme Meiffren-Laugier, baron de Chartrouse (Arles, 28 september 1772 – Arles, 27 september 1843) was een politicus, ornitholoog en botanicus in de stad Arles in Zuid-Frankrijk.

## Levensloop
Meiffren-Laugier groeide op in Arles, in het koninkrijk Frankrijk. Tijdens de Franse Revolutie behield hij sympathieën voor het koningschap van de Bourbons. Meiffren-Laugier werd vroeg wees en erfde een groot domein in de Camargue. In zijn jonge jaren trok hij er zich terug. Dit domein werd Chartrouse genoemd.
Eenmaal Napoleon Bonaparte aan de macht kwam in Frankrijk, werd Meiffren-Laugier terug politiek actief. Keizer Napoleon Bonaparte verhief hem in de adelstand, met de titel van baron van Chartrouse (1811).
Na de val van Napoleon, koos Meiffren-Laugier opnieuw de kant van de dynastie der Bourbons, tijdens de Restauratie van het koningschap in Frankrijk. In deze periode was hij burgemeester van Arles van 1824 tot 1830. In dit ambt maakte hij werk van de opkuis van de Romeinse bouwwerken in Arles. Hij liet onder meer het amfitheater opknappen. Hierbij stootten arbeiders op de Venus van Arles, dat hij naar het Louvremuseum liet verslepen. Andere openbare werken waren de aanleg van wegen en de verdieping van het kanaal Arles-Bouc. Als burgemeester verbleef hij weinig in Arles; hij leefde veeleer in Parijs.
Van 1829 tot 1834 was hij parlementslid in de Assemblée Nationale, waar hij het departement Bouches-du-Rhône vertegenwoordigde.
Daarnaast interesseerde Meiffren-Laugier zich in de ornithologie en in de plantkunde. Hij legde verzamelingen aan; in zijn uitgestrekt domein deed hij natuurobservaties. Tezamen met Coenraad Jacob Temminck uit Leiden schreef hij ettelijke jaren aan een handboek over vogelsoorten. In Parijs hadden Meiffren-Laugier en Temminck elkaar leren kennen. Ze correspondeerden verder met elkaar. Hun gezamenlijk werk was getiteld Nouveau Recueil de Planches coloriées d’Oiseaux (1838). De beschrijving van planten die te vinden waren in Arles, schreef hij neer in het werk Nomenclature patoise des plantes des environs d’Arles et leur concordance avec les noms français, la synonimie latine des auteurs et la famille naturelle. Dit werk werd postuum uitgegeven (1859).
Zijn zoon en kleinzoon werden eveneens burgemeester van Arles.
- Bibliothèque nationale de France: cb107426815 (data)
- Gemeinsame Normdatei: 100768989
- International Standard Name Identifier: 0000 0000 6304 2495
- Base Léonore: LH//1817/38
- Nederlandse Thesaurus van Auteursnamen: 244994366
- Système universitaire de documentation: 144748649
- Trove: 1010132
- Virtual International Authority File: 63997025
- WorldCat: E39PBJtX3WcVMwyBWm4jKwtVG3